# クライヴ・オーウェン
クライヴ・オーウェン（Clive Owen, 1964年10月3日 - ）は、イギリスの俳優。ハリウッド大作からインディペンデント系まで、様々なジャンルの映画に出演している。

## 経歴
イングランド・ウェスト・ミッドランズ州コヴェントリーにて、5人兄弟の四男として出生。父親はカントリー・シンガーだったが、オーウェンが3歳の時に家を出ている。
イギリス王立演劇学校で演技を学び、卒業後は劇団ヤング・ヴィク・シアターに所属して数々の舞台に出演。1988年に『ブルーム』で映画デビューするが、大きな役が得られず、しばらくテレビシリーズやテレビ映画などの出演が続いた。
1998年にイギリス映画『ルール・オブ・デス/カジノの死角』でアメリカ国内で注目を集め、翌年放送のアメリカのテレビシリーズ『セカンド・サイト』で名前が知られるようになった。
2002年の『ボーン・アイデンティティー』で寡黙な殺し屋役を演じ、ハリウッド作品に初出演。また、同年からインターネット上のみで公開されたBMWの宣伝用短編映画『BMW Films』シリーズ全作で主演を務めた。このシリーズはアメリカの広告代理店・ファロンが企画し、ガイ・リッチー、ジョン・ウー、トニー・スコットなどが監督し、共演陣にはゲイリー・オールドマン、ジェームス・ブラウンなどがいた。
2004年公開の『キング・アーサー』では主役を演じ、同年公開の『クローサー』でゴールデングローブ賞 助演男優賞と英国アカデミー賞 助演男優賞を受賞。アカデミー助演男優賞にもノミネートされ、トップスターの仲間入りを果たした。
抑制された演技で一見地味な印象を与えるが、悪役から善良な市民、英雄まで幅広い役柄をこなし、それぞれに強い印象を与える実力派俳優。

## 私生活
1988年に舞台『ロミオとジュリエット』で共演した女優サラ＝ジェーン・フェントンと結婚。二人の娘（ハンナ、イヴ）がいる 。現在も家族とともにロンドンで暮らしている。
コヴェントリー出身だが、リヴァプールFCのファンである。

## 主な出演作品

### 映画
| 公開年 | 邦題 原題                                                                 | 役名                                     | 備考                                                                                               | 吹き替え                                    |
| ------ | ------------------------------------------------------------------------- | ---------------------------------------- | -------------------------------------------------------------------------------------------------- | ------------------------------------------- |
| 1988   | ブルーム Vroom                                                            | ジェイク                                 | |                                             |
| 1991   | クローズ・マイ・アイズ Close My Eyes                                      | リチャード                               | |                                             |
| 1993   | 南北戦争前夜 Class of '61                                                 | デヴィン・オニール                       | テレビ映画                                                                                         |                                             |
| 1994   | 帰郷/荒れ地に燃える恋 The Return of the Native                            | デイモン                                 | テレビ映画                                                                                         | 菅生隆之                                    |
| 1996   | 潜在殺意 The Rich Man's Wife                                              | ジェイク・ゴールデン                     | |                                             |
| 1997   | ルール・オブ・デス/カジノの死角 Croupier                                  | ジャック                                 | | 大塚芳忠                                    |
| 1997   | ベント/堕ちた饗宴 Bent                                                    | マックス                                 | |                                             |
| 1999   | セカンド・サイト Second Sight                                             | DCI ロス・ターナー                       | テレビシリーズ                                                                                     |                                             |
| 2000   | グリーンフィンガーズ Greenfingers                                         | コリン・ブリッジス                       | | 寺杣昌紀                                    |
| 2001   | ゴスフォード・パーク Gosford Park                                         | ロバート・パークス                       | | 山野井仁                                    |
| 2002   | ボーン・アイデンティティー The Bourne Identity                            | 教授                                     | | 楠大典（ソフト版） 江原正士（フジテレビ版） |
| 2003   | すべては愛のために Beyond Borders                                         | ニック・キャラハン                       | | 大塚芳忠                                    |
| 2003   | ブラザー・ハート I'll Sleep When I'm Dead                                 | ウィル                                   | | （吹き替え版なし）                          |
| 2004   | クローサー Closer                                                         | ラリー                                   | ゴールデングローブ賞 助演男優賞受賞 英国アカデミー賞 助演男優賞受賞 アカデミー助演男優賞ノミネート | 山寺宏一                                    |
| 2004   | キング・アーサー King Arthur                                              | アーサー                                 | | 東地宏樹                                    |
| 2005   | シン・シティ Sin City                                                     | ドワイト                                 | | 堀内賢雄                                    |
| 2005   | すべてはその朝始まった Derailed                                           | チャールズ                               | | 東地宏樹                                    |
| 2006   | インサイド・マン Inside Man                                               | ダルトン・ラッセル                       | | 大塚明夫                                    |
| 2006   | ピンクパンサー The Pink Panther                                           | ナイジェル・ボスウェル / エージェント006 | クレジット表記なし                                                                                 | 横島亘                                      |
| 2006   | トゥモロー・ワールド Children of Men                                      | セオ・ファロン                           | | 堀内賢雄                                    |
| 2007   | エリザベス:ゴールデン・エイジ Elizabeth: The Golden Age                   | ウォルター・ローリー                     | | 大塚明夫                                    |
| 2007   | シューテム・アップ Shoot 'Em Up                                           | スミス                                   | | 古澤徹                                      |
| 2009   | ザ・バンク 堕ちた巨像 The International                                   | ルイス・サリンジャー                     | | 木下浩之                                    |
| 2009   | デュプリシティ 〜スパイは、スパイに嘘をつく〜 Duplicity                   | レイ・コヴァル                           | | 堀内賢雄                                    |
| 2010   | チャット 〜罠に堕ちた美少女〜 Trust                                       | ウィル                                   | | （吹き替え版なし）                          |
| 2011   | キラー・エリート Killer Elite                                             | スパイク・ローガン                       | | 相沢まさき                                  |
| 2011   | イントルーダーズ Intruders                                                | ジョン・ファロウ                         | | 堀内賢雄                                    |
| 2012   | 私が愛したヘミングウェイ Hemingway & Gellhorn                             | アーネスト・ヘミングウェイ               | テレビ映画                                                                                         | 大塚明夫                                    |
| 2012   | シャドー・ダンサー Shadow Dancer                                          | マック                                   | | 堀内賢雄                                    |
| 2013   | マイ・ブラザー 哀しみの銃弾 Blood Ties                                    | クリス                                   | | 松田健一郎                                  |
| 2015   | ラスト・ナイツ Last Knights                                               | ライデン                                 | | 堀内賢雄                                    |
| 2017   | ヴァレリアン 千の惑星の救世主 Valerian and the City of a Thousand Planets | アルン・フィリット司令官                 | | 大塚明夫                                    |
| 2018   | オフィーリア Ophelia                                                      | クローディアス                           | 日本劇場未公開、WOWOWにて放映                                                                      | （吹き替え版なし）                          |
| 2018   | ANON アノン Anon                                                          | サル・フリーラン                         | | 木下浩之                                    |
| 2019   | THE INFORMER/三秒間の死角 The Informer                                    | モンゴメリー                             | | 志村知幸                                    |
| 2019   | ジェミニマン Gemini Man                                                   | クレイ・ヴェリス                         | | 井上和彦                                    |
| 2019   | 天才ヴァイオリニストと消えた旋律 The Song of Names                        | ドヴィドル・ラパポート                   | | （吹き替え版なし）                          |

### テレビシリーズ
| 放映年    | 邦題 原題                                                                   | 役名                   | 備考                                                                               | 吹き替え           |
| --------- | --------------------------------------------------------------------------- | ---------------------- | ---------------------------------------------------------------------------------- | ------------------ |
| 2014-2015 | The Knick/ザ・ニック The Knick                                              | ジョン・サッカリー医師 | 兼製作総指揮 計20話出演 第19回サテライト賞テレビ主演男優賞（ドラマシリーズ賞）受賞 | （吹き替え版なし） |
| 2021      | アメリカン・クライム・ストーリー/弾劾裁判 Impeachment: American Crime Story | ビル・クリントン       | メインキャスト                                                                     | 堀内賢雄           |

## 参照
1. ↑  “About Clive Owen”. Yahoo movies. 2012年7月31日閲覧。
2. ↑  Pond, Steve (2015年2月16日). “Satellite Awards: Complete Winners List”. TheWrap. 2020年11月14日時点のオリジナルよりアーカイブ。2015年7月25日閲覧。